# Kdo přežije: Mikronésie
Kdo přežije: Mikronésie (v anglickém originále Survivor: Micronesia — Fans vs. Favorites či jednoduše Survivor: Micronesia) je šestnáctá sezóna televizní reality show Kdo přežije.
Série byla vysílána roku 2008 a často bývá označována za nejlepší.[zdroj?] Vítězem se stala tehdy 25letá Parvati Shallow, která porazila o dva roky mladší Amandu Kimmel hlasy porotců v poměru 5-3.

## Poloha natáčení
Šestnáctá série se natáčela na stejném místě jako desátá série Survivor: Palau, tedy v souostroví Palau. Natáčení probíhalo na ostrově Koror, který s okolními menšími ostrůvky tvoří stejnojmenný spolkový stát Koror a tento stát spolu s dalšími 15 státy tvoří federativní republiku Palau. Souostroví Palau leží v Tichém oceánu asi 500 km východně od Filipín.

## Základní informace
| Počet dní:            | 39                                                          |
| Počet trosečníků:     | 20                                                          |
| Počet kmenů:          | 2                                                           |
| Počet finalistů:      | 2                                                           |
| Tajné imunity:        | Ano                                                         |
| Vítěz:                | Parvati Shallow                                             |
| Lokalita natáčení:    | Koror                                                       |
| Země:                 | Palau                                                       |
| Hvězdní hráči:        | 10                                                          |
| Natáčení začalo:      | 29.10.2007                                                  |
| Natáčení skončilo:    | 6.12.2007                                                   |
| Vysíláno od:          | 7.2.2008                                                    |
| Vysíláno do:          | 11.5.2008                                                   |
| Předchozí řada:       | Kdo přežije: Čína                                           |
| Následující řada:     | Kdo přežije: Gabon                                          |
| Hrdinové vs. Zloduši: | Parvati Shallow, Amanda Kimmel, Cirie Fields, James Clement |
| Jižní Pacifik:        | Ozzy Lusth                                                  |
| Filipíny:             | Jonathan Penner                                             |

Tato série se také nazývá fanoušci proti favoritům. Kmen Malakal zastupovalo 10 soutěžících z předchozích sérií, kteří byli považovaní za favority svých řad, ale nakonec nevyhráli. Proti nim za kmen Airai bojovali největší fanoušci této televizní reality show. Fanoušci do poslední chvíle netušili, že proti nim budou bojovat jejich oblíbenci, kterým fandili v televizi.
Tato řada je často označována jako nejlepší. V této sérii jsme mohli zaznamenat nejlepší taktické tahy hráčů v historii Kdo přežije. Bylo třeba uskutečněno několik podrazů v řadě.
Spoiler - Seznam účastníků, kteří mohli být v této řadě
- Shane Powers (Panama) - vyřazen produkcí
- Yul Kwon (Cookovy ostrovy) - vyřazen produkcí
- Rupert Boneham (Perlové ostrovy) - vyřazen produkcí
- Courtney Yates (Čína) - měla se vrátit, ale nakonec odmítla
- Tom Westman (Palau) - měl se vrátil, ale nakonec odmítl
- Edgardo Rivera (Fidži) - odmítl nabídku

## Soutěžící

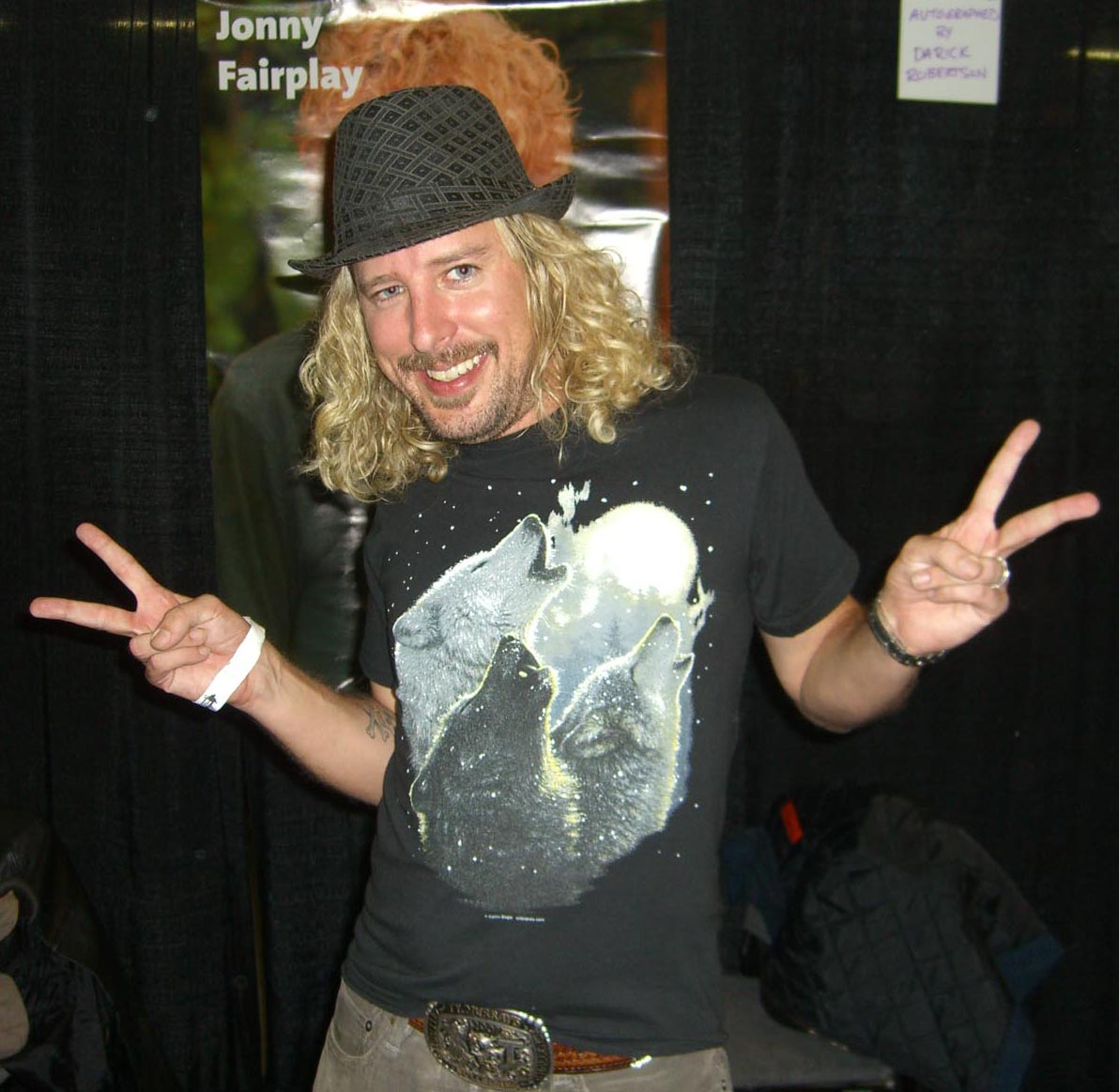
Jon "Jonny Fairplay/Slušňák" Dalton skončil na posledním místě

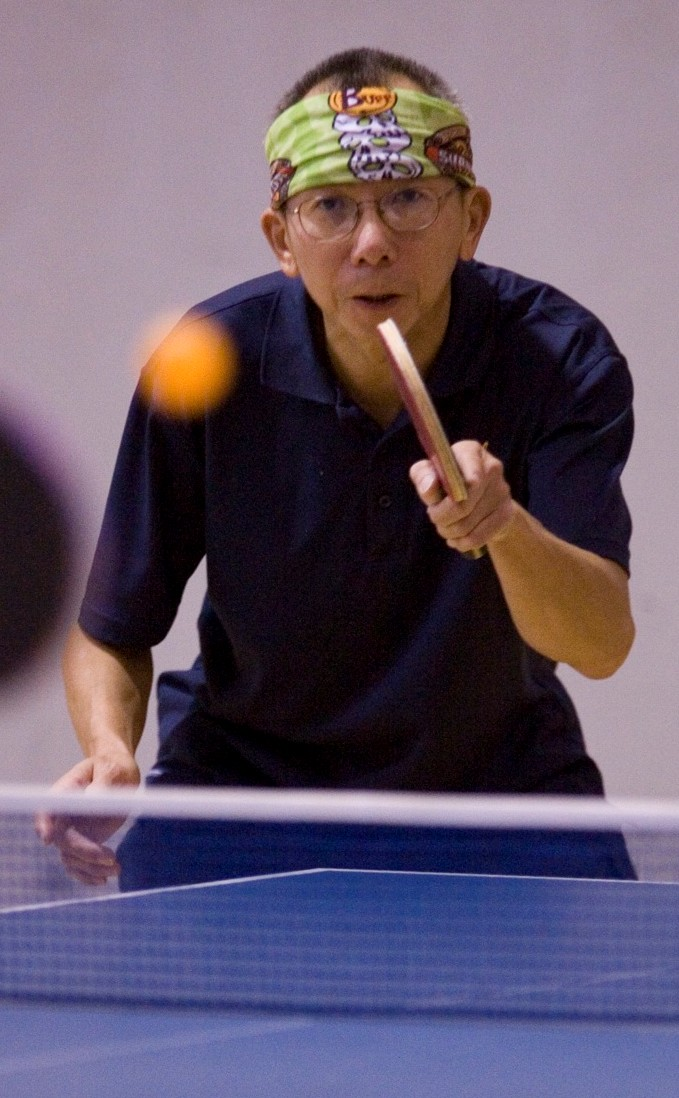
Yau-Man Chan skončil na osmnáctém místě

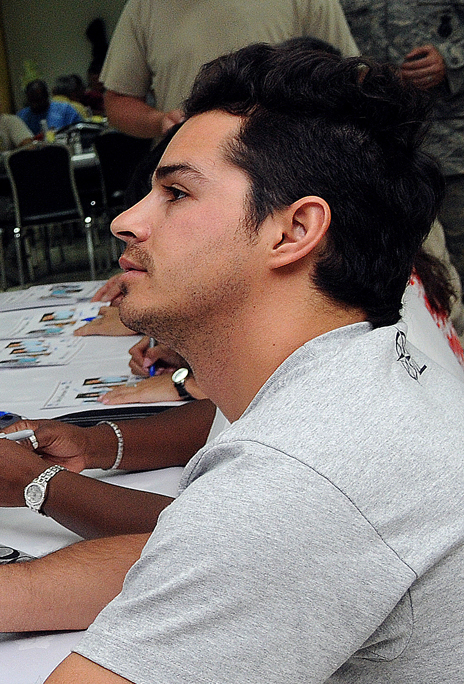
Ozzy Lusth se umístil na devátém místě a byl druhým členem poroty

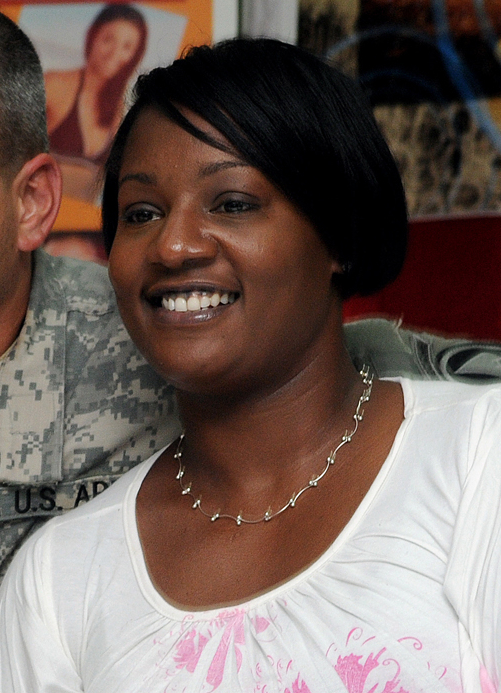
Cirie Fields skončila třetí a byla osmým členem poroty

| Soutěžící                                                    | Původní kmen | Smíšený kmen | Sloučený kmen | Skončil                            | Konečný počet hlasů |
| ------------------------------------------------------------ | ------------ | ------------ | ------------- | ---------------------------------- | ------------------- |
| Jon "Jonny Fairplay" Dalton 33, Danville, VA Perlové ostrovy | Malakal      |              |               | 1. vyřazený Den 3                  | 9                   |
| Mary Sartain 29, Emeryville, CA                              | Airai        |              |               | 2. vyřazená Den 6                  | 6                   |
| Yau-Man Chan 55, Fresno, CA Fidži                            | Malakal      |              |               | 3. vyřazený Den 8                  | 6                   |
| Michael "Mikey B" Bortone 34, Los Angeles, CA                | Airai        |              |               | 4. vyřazený Den 11                 | 6                   |
| Joel Anderson 32, Avondale, AZ                               | Airai        | Malakal      |               | 5. vyřazený Den 14                 | 6                   |
| Jonathan Penner 45, Los Angeles, CA Cookovy ostrovy          | Malakal      | Airai        |               | Evakuován Den 15                   | 0                   |
| Chet Welch 48, Ford City, PA                                 | Airai        | Malakal      |               | 6. vyřazený Den 17                 | 12                  |
| Kathleen "Kathy" Sleckman 45, Fairfield, IL                  | Airai        | Airai        |               | Odstoupila Den 19                  | 0                   |
| Tracy Hughes-Wolf 43, Richmond, VA                           | Airai        | Malakal      |               | 7. vyřazená Den 20                 | 7                   |
| Ami Cusack 34, Lakewood, CO Vanuatu                          | Malakal      | Malakal      |               | 8. vyřazená Den 21                 | 4                   |
| Eliza Orlins 25, Syracuse, NY Vanuatu                        | Malakal      | Airai        | Dabu          | 9. vyřazená 1. člen poroty Den 24  | 8                   |
| Oscar "Ozzy" Lusth 26, Fresno, CA Cookovy ostrovy            | Malakal      | Malakal      | Dabu          | 10. vyřazený 2. člen poroty Den 27 | 9                   |
| Jason Siska 22, Spring Grove, IL                             | Airai        | Airai        | Dabu          | 11. vyřazený 3. člen poroty Den 30 | 8                   |
| James Clement 30, Lafayette, LA Čína                         | Malakal      | Airai        | Dabu          | Evakuován 4. člen poroty Den 31    | 3                   |
| Alexis Jones 24, Los Angeles, CA                             | Airai        | Airai        | Dabu          | 12. vyřazená 5. člen poroty Den 33 | 2                   |
| Erik Reichenbach 22, Pinckney, MI                            | Airai        | Malakal      | Dabu          | 13. vyřazený 6. člen poroty Den 36 | 7                   |
| Natalie Bolton 32, Los Angeles, CA                           | Airai        | Airai        | Dabu          | 14. vyřazená 7. člen poroty Den 37 | 3                   |
| Cirie Fields 37, Walterboro, SC Panama                       | Malakal      | Malakal      | Dabu          | 15. vyřazená 8. člen poroty Den 38 | 3                   |
| Amanda Kimmel 23, Kalispell, MT Čína                         | Malakal      | Malakal      | Dabu          | 2. místo                           | 4                   |
| Parvati Shallow 25, Los Angeles, CA Cookovy ostrovy          | Malakal      | Airai        | Dabu          | Poslední Přeživší                  | 4                   |

## Soutěže
| Epizoda                                             | Premiéra         | Soutěže                   | Soutěže        | Ostrov Vyhnanství | Vyřazen/a      | Hlasy      | Skončil                            |
| Epizoda                                             | Premiéra         | Odměna                    | Imunita        | Ostrov Vyhnanství | Vyřazen/a      | Hlasy      | Skončil                            |
| --------------------------------------------------- | ---------------- | ------------------------- | -------------- | ----------------- | -------------- | ---------- | ---------------------------------- |
| 1. "You Guys Are Dumber Than You Look"              | 7. února, 2008   | Nebyla                    | Yau-Man        | Nikdo             | Jonny Fairplay | 9-1        | 1. vyřazený Den 3                  |
| 1. "You Guys Are Dumber Than You Look"              | Kathy            | Nebyla                    |                | Nikdo             | Jonny Fairplay | 9-1        | 1. vyřazený Den 3                  |
| 1. "You Guys Are Dumber Than You Look"              | Airai            |                           |                | Nikdo             | Jonny Fairplay | 9-1        | 1. vyřazený Den 3                  |
| 2. "The Sounds of Jungle Love"                      | 14. února, 2008  | Malakal                   | Malakal        | Kathy             | Mary           | 6–2–2      | 2. vyřazená Den 6                  |
| 2. "The Sounds of Jungle Love"                      | 14. února, 2008  | Malakal                   | Malakal        | Cirie             | Mary           | 6–2–2      | 2. vyřazená Den 6                  |
| 3. "I Should Be Carried on the Chariot-Type Thing!" | 21. února, 2008  | Malakal                   | Airai          | Kathy             | Yau-Man        | 6–2–1      | 3. vyřazený Den 8                  |
| 3. "I Should Be Carried on the Chariot-Type Thing!" | 21. února, 2008  | Malakal                   | Airai          | Ami               | Yau-Man        | 6–2–1      | 3. vyřazený Den 8                  |
| 4. "That's Baked, Barbecued and Fried!"             | 28. února, 2008  | Malakal                   | Malakal        | Kathy             | Mikey B.       | 6–3        | 4. vyřazený Den 11                 |
| 4. "That's Baked, Barbecued and Fried!"             | 28. února, 2008  | Malakal                   | Malakal        | Ozzy              | Mikey B.       | 6–3        | 4. vyřazený Den 11                 |
| 5. "He's a Ball of Goo!"                            | 6. března, 2008  | Airai                     | Airai          | Nikdo             | Joel           | 6–2        | 5. vyřazený Den 14                 |
| 6. "It Hit Everyone Pretty Hard"                    | 13. března, 2008 | Airai                     | Airai          | Chet              | Jonathan       | Žádný Hlas | Evakuován Den 15                   |
| 6. "It Hit Everyone Pretty Hard"                    | 13. března, 2008 | Airai                     | Airai          | Jason             | Chet           | 5–2        | 6. vyřazený Den 17                 |
| 7. "Like a Wide-Eyed Kid in the Candy Store"        | 19. března, 2008 | Malakal                   | Airai          | Jason             | Kathy          | Žádný Hlas | Odstoupila Den 19                  |
| 7. "Like a Wide-Eyed Kid in the Candy Store"        | 19. března, 2008 | Malakal                   | Airai          | Tracy             | Tracy          | 5–1        | 7. vyřazená Den 20                 |
| 8. "A Lost Puppy Dog"                               | 3. dubna, 2008   | Airai                     | Airai          | Ozzy              | Ami            | 4–1        | 8. vyřazená Den 21                 |
| 8. "A Lost Puppy Dog"                               | 3. dubna, 2008   | Airai                     | Airai          | Alexis            | Ami            | 4–1        | 8. vyřazená Den 21                 |
| 9. "I'm in Such a Hot Pickle!"                      | 10. dubna, 2008  | Nebyla                    | Jason          | Nikdo             | Eliza          | 8–2        | 9. vyřazená 1. člen poroty Den 24  |
| 10. "I Promise..."                                  | 17. dubna, 2008  | Amanda, Erik, Jason, Ozzy | Parvati        | Cirie             | Ozzy           | 5–4        | 10. vyřazený 2. člen poroty Den 27 |
| 11. "I'm Ruthless... and Have a Smile on My Face"   | 24. dubna, 2008  | Aukce                     | Erik           | Jason             | Jason          | 4–3–1      | 11. vyřazený 3. člen poroty Den 30 |
| 12. "I'm Gonna Fix Her!"                            | 1. května, 2008  | Alexis, [Cirie, Natalie]  | Erik           | Amanda            | James          | Žádný Hlas | Evakuován 4. člen poroty Den 31    |
| 12. "I'm Gonna Fix Her!"                            | 1. května, 2008  | Alexis, [Cirie, Natalie]  | Erik           | Amanda            | Alexis         | 2–0        | 12. vyřazená 5. člen poroty Den 33 |
| 13. "If It Smells Like a Rat, Give It Cheese"       | 8. května, 2008  | Erik, [Amanda]            | Erik (Natalie) | Parvati           | Erik           | 4–1        | 13. vyřazený 6. člen poroty Den 36 |
| 14. "Stir the Pot!"                                 | 11. května, 2008 | Nebyla                    | Amanda         | Nikdo             | Natalie        | 3–1        | 14. vyřazená 7. člen poroty Den 37 |
| 14. "Stir the Pot!"                                 | 11. května, 2008 | Nebyla                    | Amanda         | Nikdo             | Cirie          | 1–0        | 15. vyřazená 8. člen poroty Den 38 |
| "The Reunion"                                       | 11. května, 2008 | Hlasy Porotců             | Hlasy Porotců  | Hlasy Porotců     | Amanda         | 5–3        | 2. místo                           |
| "The Reunion"                                       | 11. května, 2008 | Hlasy Porotců             | Hlasy Porotců  | Hlasy Porotců     | Parvati        | 5–3        | Poslední Přeživší                  |

## Historie Hlasování
| Epizoda:     | 1                | 2               | 3                 | 4                  | 5              | 6                  | 6              | 7                | 7               | 8             | 9                | 10             | 11              | 12              | 12               | 13             | 14                | 14           |
| Vyloučen(a): | Jonny 9/10 hlasů | Mary 6/10 hlasů | Yau-Man 6/9 hlasů | Mikey B. 6/9 hlasů | Joel 6/8 hlasů | Jonathan Evakuován | Chet 5/7 hlasů | Kathy Odstoupila | Tracy 5/6 hlasů | Ami 4/5 hlasů | Eliza 8/10 hlasů | Ozzy 5/9 hlasů | Jason 4/8 hlasů | James Evakuován | Alexis 2/2 hlasů | Erik 4/5 hlasů | Natalie 3/4 hlasů | Cirie 1 hlas |
| Hlasující    | Hlasy            | Hlasy           | Hlasy             | Hlasy              | Hlasy          | Hlasy              | Hlasy          | Hlasy            | Hlasy           | Hlasy         | Hlasy            | Hlasy          | Hlasy           | Hlasy           | Hlasy            | Hlasy          | Hlasy             | Hlasy        |
| Parvati      | Jonny            |                 | Yau-Man           |                    |                |                    |                |                  |                 |               | Eliza            | Ozzy           | Jason           |                 | Alexis           | Erik           | Natalie           |              |
| Amanda       | Jonny            |                 | Yau-Man           |                    | Joel           |                    | Chet           |                  | Tracy           | Ami           | Eliza            | Jason          | Jason           |                 | Alexis           | Erik           | Natalie           | Cirie        |
| Cirie        | Jonny            |                 | Yau-Man           |                    | Joel           |                    | Chet           |                  | Tracy           | Ami           | Eliza            | Ozzy           | Jason           |                 | Amanda           | Erik           | Natalie           |              |
| Natalie      |                  | Mary            |                   | Mikey B            |                |                    |                |                  |                 |               | Eliza            | Ozzy           | James           |                 | Amanda           | Erik           | Cirie             |              |
| Erik         |                  | Mary            |                   | Mikey B            | Chet           |                    | Chet           |                  | Tracy           | Ami           | Eliza            | Jason          | Jason           |                 | Amanda           | Parvati        |                   |              |
| Alexis       |                  | Mary            |                   | Chet               |                |                    |                |                  |                 |               | Eliza            | Ozzy           | James           |                 | Amanda           |                |                   |              |
| James        | Jonny            |                 | Yau-Man           |                    |                |                    |                |                  |                 |               | Eliza            | Jason          | Parvati         |                 |                  |                |                   |              |
| Jason        |                  | Chet            |                   | Chet               |                |                    |                |                  |                 |               | Ozzy             | Ozzy           | James           |                 |                  |                |                   |              |
| Ozzy         | Jonny            |                 | Yau-Man           |                    | Joel           |                    | Chet           |                  | Tracy           | Ami           | Eliza            | Jason          |                 |                 |                  |                |                   |              |
| Eliza        | Jonny            |                 | Yau-Man           |                    |                |                    |                |                  |                 |               | Ozzy             |                |                 |                 |                  |                |                   |              |
| Ami          | Jonny            |                 | Cirie             |                    | Joel           |                    | Chet           |                  | Tracy           | Erik          |                  |                |                 |                 |                  |                |                   |              |
| Tracy        |                  | Mary            |                   | Mikey B            | Joel           |                    | Erik           |                  | Ozzy            |               |                  |                |                 |                 |                  |                |                   |              |
| Kathy        |                  | Mary            |                   | Mikey B            |                |                    |                |                  |                 |               |                  |                |                 |                 |                  |                |                   |              |
| Chet         |                  | Mary            |                   | Mikey B            | Joel           |                    | Erik           |                  |                 |               |                  |                |                 |                 |                  |                |                   |              |
| Jonathan     | Jonny            |                 | Parvati           |                    |                |                    |                |                  |                 |               |                  |                |                 |                 |                  |                |                   |              |
| Joel         |                  | Tracy           |                   | Mikey B            | Chet           |                    |                |                  |                 |               |                  |                |                 |                 |                  |                |                   |              |
| Mikey B      |                  | Chet            |                   | Chet               |                |                    |                |                  |                 |               |                  |                |                 |                 |                  |                |                   |              |
| Yau-Man      | Jonny            |                 | Parvati           |                    |                |                    |                |                  |                 |               |                  |                |                 |                 |                  |                |                   |              |
| Mary         |                  | Tracy           |                   |                    |                |                    |                |                  |                 |               |                  |                |                 |                 |                  |                |                   |              |
| Jonny        | Ozzy             |                 |                   |                    |                |                    |                |                  |                 |               |                  |                |                 |                 |                  |                |                   |              |

Poznámky:

Jonathan byl ze zdravotních důvodů evakuován, nebyl vyřazen hlasováním.

Kathleen hru opustila na vlastní žádost, nebyla vyřazena hlasováním.

James byl ze zdravotních důvodů evakuován, nebyl vyřazen hlasováním.

Amanda použila symbol skryté imunity, hlasy pro ní se proto zrušily.

## Volba poroty
| Hlasování poroty | Hlasování poroty | Hlasování poroty  |
| ---------------- | ---------------- | ----------------- |
| Finalisté:       | Amanda 3/8 hlasů | Parvati 5/8 hlasů |
| Porotce          | Hlasoval pro     | Hlasoval pro      |
| Cirie            |                  | Parvati           |
| Natalie          |                  | Parvati           |
| Erik             | Amanda           |                   |
| Alexis           |                  | Parvati           |
| James            | Amanda           |                   |
| Jason            |                  | Parvati           |
| Ozzy             | Amanda           |                   |
| Eliza            |                  | Parvati           |